# مه‌کرک
مِه‌کِرِک (به مجاری:  Méhkerék) یک منطقهٔ مسکونی در مجارستان است که در ناحیه شارکاد واقع شده‌است. مه‌کرک ۲۵٫۸۶ کیلومتر مربع مساحت و ۲٬۰۸۵ نفر جمعیت دارد.